# Donkere grasmineermot
De donkere grasmineermot (Elachista pullicomella) is een nachtvlinder uit de familie grasmineermotten (Elachistidae).
De spanwijdte van de vlinder bedraagt tussen de 8 tot 10 millimeter.
De soort komt voor in Europa en in het aziatisch deel van Rusland. In Nederland en België is de soort zeldzaam.

## Waardplanten
De donkere grasmineermot gebruikt diverse grassen als waardplant.